# András Hajnal
András Hajnal (Hungria, 13 de maio de 1931 – 30 de julho de 2016) foi um matemático húngaro.
Hajnal estudou matemática na Universidade Eötvös-Loránd em Budapeste, onde obteve o diploma em 1953. Obteve um doutorado em 1956 na Universidade de Szeged, orientado por László Kalmár onde lecionou a seguir. Em 1994 foi para os Estados Unidos, professor da Universidade Rutgers, onde aposentou-se em 2004.
Foi palestrante convidado do Congresso Internacional de Matemáticos em Vancouver (1974: Results and independence results in set theoretical topology). Foi fellow da American Mathematical Society.

## Obras
- com Hamburger: Set Theory, London Mathematical Society Student Texts, Cambridge University Press 1999
- com Paul Erdős, Attila Máté, Richard Rado: Combinatorial set theory: partition relations for cardinals, North-Holland, 1984, Studies in Logic and the Foundations of Mathematics Bd.106.
- editor com Béla Bollobás, Alan Baker: A tribute to Paul Erdös, Cambridge University Press 1990